# Eneryda
Eneryda est une localité de Suède dans la commune d'Älmhult située dans le comté de Kronoberg.
Sa population était de 336 habitants en 2019.